# Agglomerationseffekt
Als Agglomerationseffekte werden in der Regionalökonomie die Effekte von Ballungsräumen oder Agglomerationen bezeichnet. Diese können Agglomerationsvorteile oder Agglomerationsnachteile sein.
In der Betriebswirtschaftslehre bezeichnet Agglomeration die Ansammlung verschiedener Unternehmen, typischerweise an einem Standort (sog. Standortagglomeration). Auch diese Agglomeration führt zu Agglomerationseffekten.
In der Handelsbetriebslehre befasst sich insbesondere die Standortlehre mit Agglomerationseffekten des stationären Einzelhandels. Aus überbetrieblicher Sicht wird die Attraktivitätssteigerung, die Aufwertung eines (Mikro-)Standorts, die sich durch die räumliche Ballung von Handels- und Dienstleistungsbetrieben an einem Standort ergibt, als Agglomerationsvorteil verstanden. Aus einzelbetrieblicher Sicht wird die Umsatzsteigerung eines Handelsbetriebs bzw. Geschäfts als Agglomerationsvorteil bezeichnet, der sich durch die Nachbarschaft zu Geschäften mit ähnlichem Sortiment ergibt. (Näheres zum „Agglomerationsgesetz“ siehe unten)

## Regionalökonomie

### Mögliche Agglomerationsvorteile
Vorteile entstehen durch die räumliche Ballung von Sachkapital, Unternehmen, Konsumenten und Arbeitskräften.
Konkret führt diese Ballung zu
- Niedrigen Transportkosten
- Einem großen (lokalen) Markt
- Einem großen Arbeitskräfteangebot und damit der erhöhten Chance, Angebot und Nachfrage nach Arbeitskräften, insbesondere nach Spezialisten, schnell auszugleichen (Matching, geringere Suchkosten).
- Die Ballung von Wissen und Humankapital führt zu Wissens-Spillover zwischen Unternehmen.

### Mögliche Agglomerationsnachteile
Als mögliche Nachteile von Agglomerationen gelten
- Umweltbelastungen
- hohe Bodenpreise
- Engpässe bei öffentlichen Gütern (z. B. schlechte/überlastete Infrastruktur)
- Korruption
- hoher Wettbewerbsdruck
- fehlende Reserveflächen.

## Betriebswirtschaftslehre
Räumliche Ballungen von Unternehmen führen in der Regel zu einer Attraktivitätssteigerung des Standorts. Sie können zu Agglomerationsvorteilen in Form von Ersparnissen führen. Man kann drei Arten von Ersparnissen unterscheiden:
- Economies of scale (Skaleneffekt)
  - (Betriebs-) interne Ersparnisse (sinkende Stückkosten)
- Localization Economies aufgeteilt in „forward linkages“ und „backward linkages“
  - (Betriebs-) externe Ersparnisse durch räumliche Konzentration gleichartiger Betriebe
- Dichtevorteil (auch Urbanization Economies)
  - Externe Ersparnisse durch räumliche Konzentration verschiedenartiger Betriebe

## Handelsbetriebslehre
Für Handelsbetriebe bzw. für ihre Kunden bedeutet die räumliche Ballung von branchengleichen und branchenfremden Betrieben in der Regel ebenfalls eine Attraktivitätssteigerung des Standorts. Das wird deutlich beim One-Stop-Shopping im Einzelhandel. Da die Agglomerationswirkungen von der Branche und den Kunden abhängig sind, können sie unterschiedlich akzentuiert sein: Während die Standortagglomeration mehrerer gleichartiger Lebensmitteldiscounter einen harten Preiskampf (sogenanntes Limit Pricing) begünstigt, fördert die Standortagglomeration von Schuhgeschäften die Standortattraktivität ihres vergrößerten „Marktplatzes“. Die Ursache liegt – zumindest im Einzelhandel – im produktbezogenen Kaufverhalten: Bei Shopping Goods möchte der Kunde aus einer großen Auswahl vergleichen können; dagegen möchte man Produkte des täglichen Bedarfs (Convenience Goods) mit minimalen Transaktionskosten beschaffen – schnell und mit minimalem Suchaufwand.
Aus der empirischen Beobachtung, dass die Nachbarschaft von zwei branchengleichen Einzelhandelsbetrieben beiden Betrieben einen Mehrumsatz verschafft, der durch das Hinzutreten weiterer branchengleicher Betriebe sogar nochmals gesteigert werden kann, weil ihr gemeinsamer „Marktplatz“ für Konsumenten an Attraktivität und Transparenz gewinnt, wurde in der Handelsbetriebslehre das Agglomerationsgesetz postuliert. Karl Christian Behrens nannte sie „Gesetz der Agglomeration im Einzelhandel bei verbundenen Bedarfen“ und Richard L. Nelson „Rule of Retail compatibility“.
Für zunächst zwei benachbarte branchengleiche Einzelhandelsbetriebe wurde der gemeinsam erzielte Mehrumsatz als anhand einer Formel berechenbar dargestellt. Demnach hängt der auf dem Standortverbund basierende Mehrumsatz (Agglomerationseffekt) von drei Faktoren ab, die durch Messung (1./3.) und Kundenbefragung (2.) zu quantifizieren sind: Er nimmt zu
1. direkt proportional zum Grad des Kundenaustauschs (Umsatzanteile der in beiden Geschäften kaufenden Kunden),
2. direkt proportional zum Verhältnis der Plankäufe zu den Gesamteinkäufen in beiden Geschäften und
3. indirekt proportional zum Verhältnis des Umsatzes des größeren zum Umsatz des kleineren Geschäfts.[2]

Eine Allgemeingültigkeit dieser „Gesetzmäßigkeit“ ist jedoch umstritten. Insbesondere ist kritisch anzumerken, dass a) der lokale Umsatzerfolg benachbarter branchengleicher Betriebe auch von anderen Faktoren abhängt und b) durch branchenfremde Dritte oder neue Betriebsformen begünstigt werden kann. Eine verlässliche Prognose darüber, in welchem Umfang (oder ob überhaupt) neu hinzutretende branchengleiche Betriebe einen Mehrumsatz für jeden einzelnen Anbieter generieren, ist jedenfalls nicht möglich. Dennoch hat das Agglomerationsgesetz des Einzelhandels sowohl die Standorttheorie als auch die städteplanerische und händlerische Praxis der Standortwahl und -optimierung angeregt (Passagen, Einkaufszentren, Gemeinschaftswarenhäuser, Ladengemeinschaften, Quartiergemeinschaften).